# Joan Plowright
Dame Joan Ann Plowright (Brigg, 28 ottobre 1929 – Londra, 16 gennaio 2025) è stata un'attrice britannica, vincitrice di due Golden Globe, un Tony Award e un Premio Laurence Olivier. Inoltre è stata candidata al premio Oscar, all'Emmy Award e a due BAFTA Awards. È anche una delle quattro attrici ad aver vinto due Golden Globe nello stesso anno.

## Biografia

### Infanzia e formazione
Joan Plowright nacque a Brigg, Lincolnshire, figlia di Daisy Margherita e di William Ernest Plowright, un giornalista e direttore di giornale. Il fratello David Plowright (1930-2006) fu un dirigente della Granada Television. 
Frequentò la Scunthorpe Grammar School e si formò artisticamente alla Bristol Old Vic Theatre School.

### Carriera

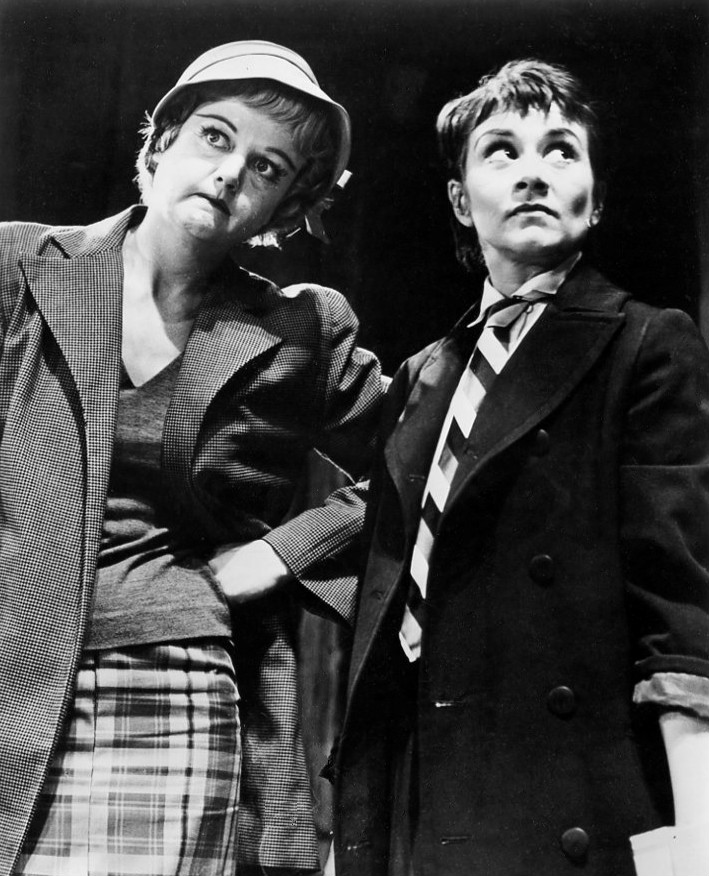
Joan Plowright (a destra) con Angela Lansbury nell'opera di Broadway A Taste of Honey (1961)

Nel 1948 fece il suo debutto teatrale a Croydon e nel 1954 iniziò a a esibirsi nei teatri londinesi. Nel 1956 entrò a far parte della Stage Company e venne lanciata in La moglie di campagna, nel ruolo di Margery Pinchwife. Si esibì con George Devine in Le sedie di Ionesco, Il maggiore Barbara e Santa Giovanna di Shaw.
Nel 1957 recitò al fianco del futuro marito Laurence Olivier nella produzione originale londinese di The Entertainer di John Osborne, interpretando il ruolo di Jean Riso (che interpreterà anche nell'omonimo adattamento cinematografico del 1960). Il successo fu tale da portare la compagnia a esibirsi dal Royal Court al prestigioso Palace Theatre di Londra. Nonostante il successo cinematografico e televisivo, la Plowright continuò ad apparire sul palcoscenico, e nel 1961 vinse un Tony Award per il suo ruolo in A Taste of Honey, realizzato a Broadway. Dopo il matrimonio con Laurence Olivier avvenuto nel 1961, continuò a esibirsi a teatro al fianco di quest'ultimo, presso il Royal National Theatre.
Dal 1980 iniziò ad apparire più regolarmente in film, tra cui Un incantevole aprile (1992), per il quale vinse un Golden Globe e ottenne una candidatura al premio Oscar, Dennis la minaccia (1993), un cameo in Last Action Hero - L'ultimo grande eroe (1993), e Un tè con Mussolini  (1999), diretta da Franco Zeffirelli e al fianco di Maggie Smith e Cher. Apparve anche in La carica dei 101 - Questa volta la magia è vera (1996). Tra i suoi ruoli televisivi di maggior successo ci fu Stalin (1992), film targato HBO al fianco del premio Oscar Robert Duvall, ruolo che le procurò un altro Golden Globe e una candidatura agli Emmy Award.
Nel 2003 tornò in teatro dove prese parte alla pièce Assolutamente! (Forse) nella capitale britannica. Fu nominata presidente onorario della Stage Company inglese nel marzo 2009, rimpiazzando John Mortimer, morto nello stesso anno. In precedenza era stata vicepresidente della società. 
Lady Olivier - come venne chiamata dopo il matrimonio con Lawrence Olivier - fu nominata Commendatore dell'Ordine dell'Impero Britannico dalla regina Elisabetta II come riconoscimento al suo contributo nella storia del cinema. Nel 2004 fu invece nominata Dama di Commenda dell'Ordine dell'Impero Britannico. 
Nel maggio 2014 annunciò l'addio alle scene, dopo aver perso quasi del tutto la vista.

### Morte
Joan Plowright è morta il 16 gennaio 2025 a 95 anni.

## Vita privata
Nel 1953 si sposò con il collega Roger Gage, da cui divorziò nel 1961. Nello stesso anno, sposò Laurence Olivier, che aveva appena rotto il suo matrimonio ventennale con l'attrice Vivien Leigh. La coppia ebbe tre figli, Richard Kerr (1961), Tamsin Agnes Margaret (1963) e Julie-Kate (1966), anch'essi attori. Il suo titolo formale divenne quello di "Lady Olivier", anche se l'attrice non lo usò mai nella sua carriera.
Nel 1970 Olivier fu insignito del titolo di barone e di conseguenza la Plowright divenne "Baronessa Olivier di Brighton nella contea del Sussex".

## Omaggi
- Il Teatro Plowright situato nei pressi di Scunthorpe è stato chiamato così in suo onore.

## Filmografia

### Cinema
- L'alibi dell'ultima ora (Time Without Pity), regia di Joseph Losey (1957)
- Gli sfasati (The Entertainer), regia di Tony Richardson (1960)
- Uncle Vanya, regia di Stuart Burge (1963)
- Tre sorelle (Three Sisters), regia di Laurence Olivier e John Sichel (1970)
- Equus, regia di Sidney Lumet (1977)
- Britannia Hospital, regia di Lindsay Anderson (1982)
- Le due facce del male (Brimstone & Treacle), regia di Richard Loncraine (1982)
- Revolution, regia di Hugh Hudson (1985)
- Giochi nell'acqua (Drowning by Numbers), regia di Peter Greenaway (1988)
- La sarta (The Dressmaker), regia di Jim O'Brien (1988)
- Ti amerò... fino ad ammazzarti (I Love You to Death), regia di Lawrence Kasdan (1990)
- Avalon, regia di Barry Levinson (1990)
- Un incantevole aprile (Enchanted April), regia di Mike Newell (1991)
- Last Action Hero - L'ultimo grande eroe (Last Action Hero), regia di John McTiernan (1993)
- Dennis la minaccia (Dennis the Menace), regia di Nick Castle (1993)
- The Summer House , regia di Waris Hussein (1933)
- Tre vedove e un delitto (Widows' Peak), regia di John Irvin (1994)
- A Pin for the Butterfly, regia di Susan Kodicek (1994)
- Hotel Sorrento, regia di Richard Franklin (1995)
- Giorni di fuoco (A Pyromaniac's Love Story), regia di Joshua Brand (1995)
- La lettera scarlatta (The Scarlet Letter), regia di Roland Joffé (1995)
- Jane Eyre, regia di Franco Zeffirelli (1996)
- Un marito quasi perfetto (Mr. Wrong), regia di Nick Castle (1996)
- Surviving Picasso (Surviving Picasso), regia di James Ivory (1996)
- La carica dei 101 - Questa volta la magia è vera (101 Dalmatians), regia di Stephen Herek (1996)
- The Assistant, regia di Daniel Petrie (1997)
- Dance with Me, regia di Randa Haines (1998)
- Il giardino di mezzanotte (Tom's Midnight Garden), regia di Willard Carroll (1998)
- Un tè con Mussolini (Tea with Mussolini), regia di Franco Zeffirelli (1999)
- Ritorno al giardino segreto (Back to the Secret Garden), regia di Michael Tuchner (2001)
- Global Heresy, regia di Sidney J. Furie (2002)
- Callas Forever, regia di Franco Zeffirelli (2002)
- Un ciclone in casa (Bringing Down the House), regia di Adam Shankman (2003)
- I Am David, regia di Paul Feig (2003)
- George and the Dragon, regia di Tom Reeve (2004)
- Mrs. Palfrey at the Claremont, regia di Dan Ireland (2005)
- Goose! Un'oca in fuga (Goose on the Loose), regia di Nicholas Kendall (2006)
- Spiderwick - Le cronache (The Spiderwick Chronicles), regia di Mark Waters (2008)
- Knife Edge - In punta di lama (Knife Edge), regia di Anthony Hickox (2009)
- Un tè con le regine - Quattro attrici si raccontano (Nothing Like a Dame), regia di Roger Michell – documentario (2018)

### Televisione
- Sara Crewe – serie TV, 4 episodi (1951)
- BBC Sunday-Night Theatre – serie TV, 1 episodio (1954)
- Moby Dick, la balena bianca (Moby Dick Rehearsed), regia di Orson Welles – film TV (1955)
- La spada della libertà (Sword of Freedom) – serie TV, 1 episodio (1957)
- ITV Television Playhouse – serie TV, 1 episodio (1959)
- The School for Scandal, regia di Richard B. Sheridan (1959)
- NET Playhouse – serie TV, 1 episodio (1967)
- ITV Saturday Night Theatre – serie TV, 1 episodio (1969)
- ITV Playhouse – serie TV, 1 episodio (1970)
- Il mercante di Venezia (The Merchant of Venice), regia di John Sichel – film TV (1973)
- Saturday, Sunday, Monday, regia di Alan Bridges – film TV (1973)
- Daphne Laureola, regia di Waris Hussein – film TV (1978)
- Il diario di Anna Frank (The Diary of Anne Frank), regia di Boris Sagal – film TV (1980)
- All for Love – serie TV, 1 episodio (1982)
- Wagner – serie TV, 1 episodio (1983)
- The Importance of Being Earnest, regia di Stuart Burge – film TV (1986)
- Theatre Night – serie TV, 1 episodio (1987)
- And a Nightingale Sang, regia di Robert Knights – film TV (1989)
- Sophie, regia di Doris Chase – film TV (1991)
- The House of Bernarda Alba, regia di Stuart Burge e Núria Espert – film TV (1991)
- Driving Miss Daisy, regia di Will Mackenzie – film TV (1992)
- Stalin, regia di Ivan Passer – miniserie TV (1992)
- Screen Two – serie TV, 1 episodio (1993)
- On Promised Land, regia di Joan Tewkesbury – film TV (1994)
- Una casa per Annie (A Place for Annie), regia di John Gray – film TV (1994)
- The Return of the Native, regia di Jack Gold – film TV (1994)
- This Could Be the Last Time, regia di Gavin Millar – film TV (1998)
- Aldrich Ames: Traitor Within, regia di John Mackenzie – film TV (1998)
- Joseph il tenore (Encore! Encore!) – serie TV, 12 episodi (1998-1999)
- Frankie & Hazel, regia di JoBeth Williams – film TV (2000)
- Bailey's Mistake, regia di Michael M. Robin – film TV (2001)
- Scrooge and Marley, regia di Fred Holmes – film TV (2001)

### Doppiaggio
- Dinosauri (Dinosaur), regia di Eric Leighton e Ralph Zondag (2000)
- Curioso come George (Curious George), regia di Matthew O'Callaghan (2006)

## Teatro (parziale)

### Attrice
- La casa di Bernarda Alba di Federico García Lorca. School Theatre di Londra (1951)
- La commedia degli errori di William Shakespeare. School Theatre di Londra (1951)
- The Other Heart di James Forsyth. Old Vic di Londra (1951)
- The Merry Gentleman di Dorothy Reynolds e Julian Slade. Bristol Old Vic di Bristol (1953)
- Harvey di Mary Chase. Queens Theatre di Hornchurch (1955)
- La moglie di campagna di William Wycherley. Royal Court Theatre e Teatro Adelphi di Londra (1956)
- The Making of Moo di Nigel Dennis. Royal Court Theatre di Londra (1957)
- The Entertainer di John Osborne. Royal Court e Palace Theatre di Londra (1957) e Royal Theatre di Broadway (1960)
- Hook di Line and Sinker, di André Roussin. Piccadilly Theatre di Londra (1958)
- La lezione e Le sedie di Eugène Ionesco. Phoenix Theatre di Broadway (1958)
- Roots di Arnold Wesker. Belgrave Theatre di Coventry, Royal Court e Duke of York's Theatre di Londra (1959)
- Il rinoceronte di Eugène Ionesco. Royal Court di Londra (1960)
- Sapore di miele di Shelagh Delaney. Lyceum Theatre e Booth Theatre di Broadway (1960)
- The Chances di Francis Beaumont e John Fletcher. Chichester Theatre Festival di Chichester (1962)
- Zio Vania di Anton Čechov. Chichester Theatre Festival di Chichester (1962) e Old Vic di Londra (1963)
- Santa Giovanna di George Bernard Shaw. Chichester Theatre Festival di Chichester ed Old Vic di Londra (1963)
- La scelta di Hobson di Harold Brighouse. Old Vic di Londra (1964)
- Il costruttore Solness di Henrik Ibsen. Old Vic di Londra (1964)
- Molto rumore per nulla di William Shakespeare. Old Vic di Londra (1965)
- Tre sorelle di Anton Čechov. Old Vic di Londra (1967)
- Il Tartuffo di Molière. Old Vic di Londra (1967)
- L'Inserzione di Natalia Ginzburg. Theatre Royal di Brighton e Old Vic di Londra (1968)
- Pene d'amor perdute di William Shakespeare. Old Vic di Londra (1968)
- Back to Methuselah di George Bernard Shaw. Old Vic di Londra (1969)
- Il mercante di Venezia di William Shakespeare. Old Vic e National Theatre di Londra (1970)
- A Woman Killed with Kindness di Thomas Heywood. Old Vic di Londra (1971)
- Il giuoco delle parti di Luigi Pirandello. Theatre Royal di Newcastle e New Theatre di Londra (1971)
- Rosmersholm di Henrik Ibsen. Greenwich Theatre di Londra (1973)
- Sabato, domenica e lunedì di Eduardo De Filippo. Old Vic di Londra (1973)
- Eden End di John Boynton Priestley. Old Vic di Londra (1974)
- The Bed Before Yesterday di Ben Travers. Lyric Theatre di Londra (1975)
- Filumena Marturano di Eduardo De Filippo. Lyric Theatre di Londra (1976) e St James Theatre di Broadway (1980)
- Chi ha paura di Virginia Woolf? di Edward Albee. National Theatre di Londra e Theatre Royal di Bath (1981)
- Il giardino dei ciliegi di Anton Čechov. Ashcroft Theatre di Croydon e Theatre Royal di Bath (1983)
- La via del mondo di William Congreve. Haymarket Theatre di Londra (1984)
- La professione della signora Warren di George Bernard Shaw. National Theatre di Londra (1985)
- La casa di Bernarda Alba di Federico García Lorca. Gielgud Theatre di Londra (1986)
- Time and the Conways di John Boynton Priestley. Old Vic di Londra e Theatre Royal di Bath (1991)
- Così è (se vi pare) di Luigi Pirandello. Wyndham's Theatre di Londra (2003)

### Regista
- Rites, di Maureen Duffy. Old Vic di Londra (1969)
- Pursuit, di Gillian Freeman. Jeanetta Cochrane Theatre di Londra (1969)
- Nurse Macateer, di Shena Mackay. Jeanetta Cochrane Theatre di Londra (1969)
- Bird of Paradise, di Margaret Drabble. Jeanetta Cochrane Theatre di Londra (1969)
- The Travails of Sanco Panza, di James Saunders. Old Vic di Londra (1969)

## Doppiatrici italiane
Nelle versioni in italiano dei suoi film, Joan Plowright è stata doppiata da:
- Alina Moradei in Avalon, Dance with Me, Il giardino di mezzanotte, Un ciclone in casa, Frankie e Hazel, due amiche per la pelle, Goose! Un'oca in fuga
- Gabriella Genta in Tre vedove e un delitto, Jane Eyre, Un tè con Mussolini, Callas Forever, Spiderwick - Le cronache
- Miranda Bonansea in Dennis la minaccia, Un marito quasi perfetto, Surviving Picasso
- Anna Miserocchi in Equus, Revolution
- Isa Bellini in Un incantevole aprile, La carica dei 101 - Questa volta la magia è vera
- Cristina Grado ne Il diario di Anna Frank, Last Action Hero - L'ultimo grande eroe
- Fiorella Betti in L'alibi dell'ultima ora
- Flaminia Jandolo ne Gli sfasati
- Vittoria Febbi in La dodicesima notte
- Melina Martello ne Il mercante di Venezia
- Aurora Cancian ne Le due facce del male
- Claudia Balboni in Giochi nell'acqua
- Didi Perego in Ti amerò... fino ad ammazzarti
- Sonia Scotti ne La lettera scarlatta
- Graziella Polesinanti in Joseph il tenore
- Leda Celani in Bailey's Mistake
- Doriana Chierici in Io sono David
- Antonella Giannini in George and the Dragon

Da doppiatrice è sostituita da:
- Isa Bellini in Dinosauri
- Ludovica Modugno in Curioso come George

## Riconoscimenti
- Premio Tony 1961 - Miglior attrice protagonista in un'opera teatrale per Sapore di miele
- Premi Oscar 1993 - Candidatura all'Oscar alla miglior attrice non protagonista per Un incantevole aprile
- Golden Globe 1993 - Miglior attrice non protagonista per Un incantevole aprile
- Golden Globe 1993 - Miglior attrice non protagonista in una serie per Stalin
- Primetime Emmy Awards 1993 - Nomination miglior attrice non protagonista in una serie per Stalin